# Aulonogyrus striatus
Aulonogyrus striatus é uma espécie de insetos coleópteros pertencente à família Gyrinidae.
A autoridade científica da espécie é Fabricius, tendo sido descrita no ano de 1792.
Trata-se de uma espécie presente no território português.